# Ecliptopera subfalcata
Ecliptopera subfalcata är en fjärilsart som beskrevs av W. Warren 1893. Ecliptopera subfalcata ingår i släktet Ecliptopera och familjen mätare. Inga underarter finns listade i Catalogue of Life.